# 21610 Розенґард
21610 Розенґард (21610 Rosengard) — астероїд головного поясу, відкритий 10 травня 1999 року.
Тіссеранів параметр щодо Юпітера — 3,264.
Названий на честь переможниці що була удостоєна другого місця на конкурсі Intel ISEF